# Srebrna Biblia

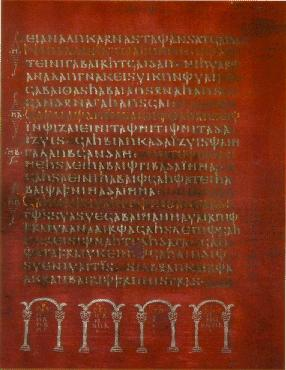
Pierwsza strona Srebrnej Biblii, u dołu Harmonia czterech Ewangelii; kolumny oraz łuki zdobiące Harmonię są w stylu przedromańskim

Srebrna Biblia (łac. Codex Argenteus) – pochodzący z VI wieku, pisany srebrnym tuszem, kodeks purpurowy, zawierający tekst czterech Ewangelii w języku gockim według przekładu dokonanego przez Wulfilę. Pierwotnie zawierał 336 kart, z których zachowało się 188. Przechowywany jest w bibliotece Uniwersytetu w Uppsali (1 karta w Spirze). Znana historia kodeksu zaczyna się w XVI wieku, wcześniejsza jego historia oraz miejsce powstania jest przedmiotem spekulacji. Powstało kilka hipotez usiłujących odtworzyć wczesną historię kodeksu.
Jest najstarszym tekstem germańskim i jednym z najcenniejszych rękopisów świata. W 2011 został wpisany na listę obiektów dziedzictwa dokumentacyjnego Pamięć Świata. Kodeks jest cytowany w krytycznych wydaniach tekstu Nowego Testamentu. Był wielokrotnie wydawany, niektóre z wydań były przeznaczone dla filologów, inne dla krytyków tekstu, a jeszcze inne dla paleografów.

## Opis

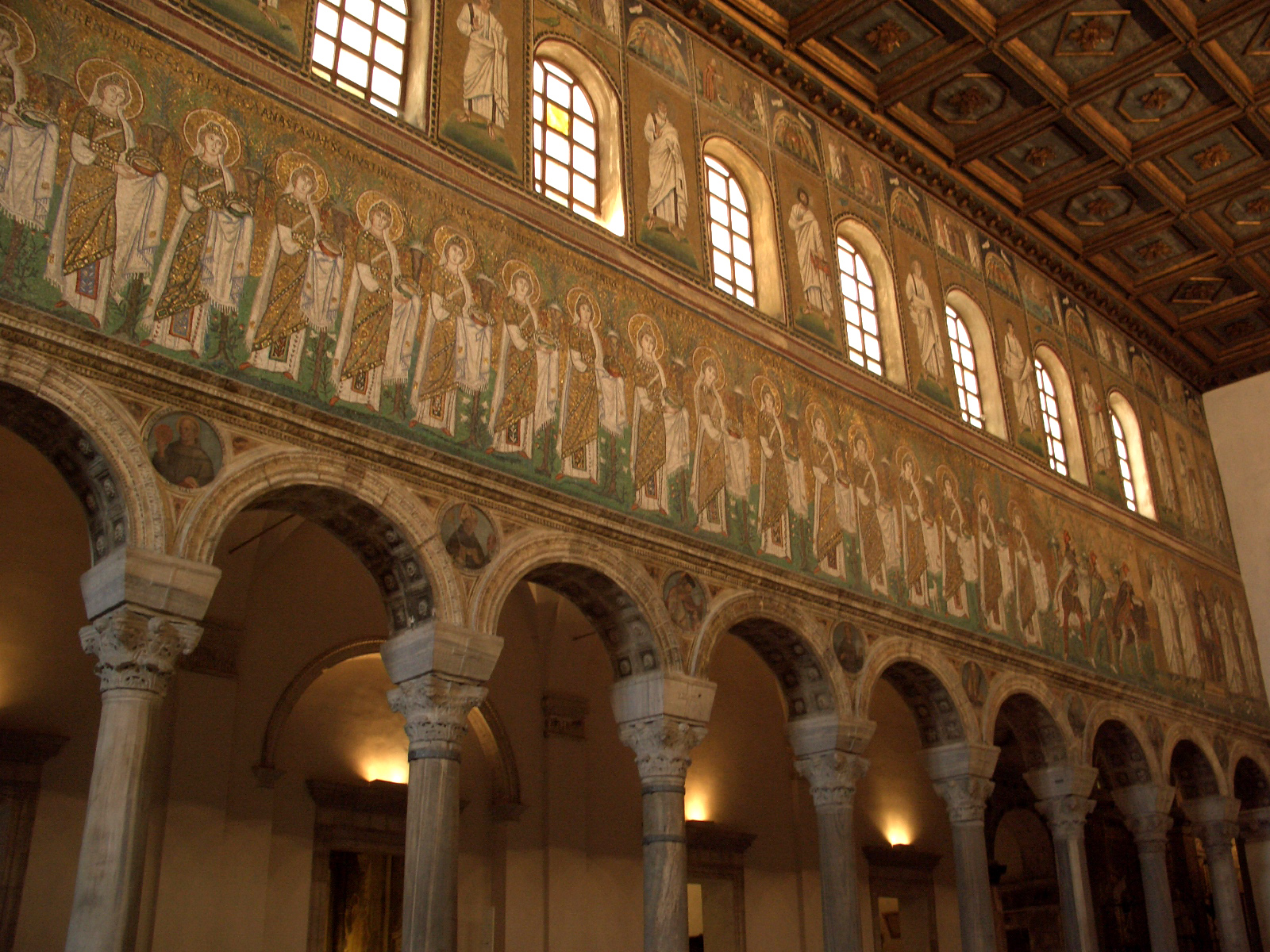
Kolumny i łuki Sant’Apollinare Nuovo przypominają zdobienia Harmonii czterech Ewangelii kodeksu

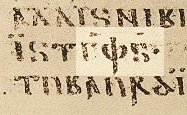
Fragment wydania faksymile z 1927 (Mt 5,34); „Bóg” zapisane skrótem

Pierwotnie kodeks liczył 336 pergaminowych kart, z których do czasów współczesnych zachowało się 188. Rozmiary kart wynoszą 25 na 19,5 centymetra, wyjątek stanowi karta znaleziona w Spirze, która jest o 2 centymetry szersza. Pergamin jest bardzo cienki, długo sądzono, że do jego wykonania użyto skóry z młodych lub nawet jeszcze nienarodzonych cieląt, ale nowsze badania dowodzą, że prawdopodobnie jest to skóra koźląt. Tekst pisany jest srebrnymi i złotymi literami na nasączonym purpurą pergaminie. Purpura nie została pozyskana, jak zazwyczaj, z morskich mięczaków, lecz z barwników roślinnych. Litery są tak regularne, że można uznać, iż zostały odciśnięte przez czcionkę. W niektórych miejscach na marginesie są podane warianty tekstowe innych rękopisów. Srebro jest dzisiaj ciemne i utlenione. W tekście Ewangelii Jana i Marka użyto więcej srebra niż w Ewangeliach Mateusza i Łukasza. Srebro jest też innego pochodzenia.
Ewangelie ułożone są według zachodniej kolejności: Mateusz, Jan, Łukasz, Marek. Tekst dzielony jest według sekcji Ammoniusza (brak odniesień do kanonów Euzebiusza). W dolnym marginesie znajduje się Harmonia czterech Ewangelii, w czterech kolumnach zestawiono paralelne partie czterech Ewangelii. Harmonia jest zdobiona przy pomocy łuków i kolumn. Zdobienia przypominają łuki i kolumny zbudowanej przez Teodoryka bazyliki Sant’Apollinare Nuovo w Rawennie.
Kodeks zawiera następujące fragmenty:
- Ewangelia Mateusza: 5,15-48; 6,1-32; 7,12-29; 8,1-34; 9,1-38; 10,1.23-42; 11,1-25; 26,70-75; 27,1-19.42-66.
- Ewangelia Jana: 5,45-47; 6,1-71; 7,1-53; 8,12-59; 9,1-41; 10,1-42; 11,1-47; 12,1-49; 13,11-38; 14,1-31; 15,1-27; 16,1-33; 27,1-26; 28,1-40; 29,1-13.
- Ewangelia Łukasza: 1,1-80; 2,2-52; 3,1-38; 4,1-44; 5,1-39; 6,1-49; 7,1-50; 8,1-56; 9,1-62; 10,1-30; 14,9-35; 15,1-32; 16,1-24; 17,3-37; 18,1-43; 19,1-48; 20,1-47.
- Ewangelia Marka: 1,1-45; 2,1-28; 3,1-35; 4,1-41; 5,1-5. 5-43; 6,1-56; 7,1-37; 8,1-38; 9,1-50; 10,1-52; 11,1-33; 12,1-38; 13,16-29; 14,4-72; 15,1-47; 16,1-12 (+ 16,13-20).

Wszyscy badacze są zgodni, że kodeks zasadniczo reprezentuje bizantyńską tradycję tekstualną. Jest zgodny z rodziną tekstualną reprezentowaną przez greckie rękopisy Nowego Testamentu E, F, G oraz H, S, U, V (tj. rodzina E). Posiada nieco naleciałości tekstu zachodniego. G.W.S. Friedrichsen przeanalizował 157 wariantów Ewangelii Łukasza i tylko 16 z nich było zgodnych ze standardowym tekstem bizantyńskim, 68 było zgodnych z przedbizantyjskimi typami tekstu, 32 warianty nie zależą do żadnego z podstawowych typów tekstu Nowego Testamentu, ale znajdowały potwierdzenie w poszczególnych kodeksach majuskułowych. Friedrichsen jako przykład wariantów mających słabe potwierdzenie w greckich rękopisach podaje J 16,21; Łk 5,28; 18,7; 19,22. Warianty te nie są cytowane w krytycznych wydaniach greckiego Nowego Testamentu.
Kodeks zawiera dłuższe zakończenie Marka, ale nie zawiera tekstu Pericope adulterae.
Codex Argenteus jest najważniejszym źródłem języka gockiego i nieocenioną pomocą dla językoznawców badających historię języków germańskich. Jest jednym z najcenniejszych rękopisów świata. Uchodzi za najcenniejszy rękopis przechowywany w Szwecji.
Kodeks jest cytowany w naukowych wydaniach greckiego tekstu Nowego Testamentu. Wydania Nestle-Alanda cytują go za pośrednictwem drugiego wydania Wilhelma Streitberga. W aparacie krytycznym oznaczany jest przy pomocy siglum got lub goth.

## Historia

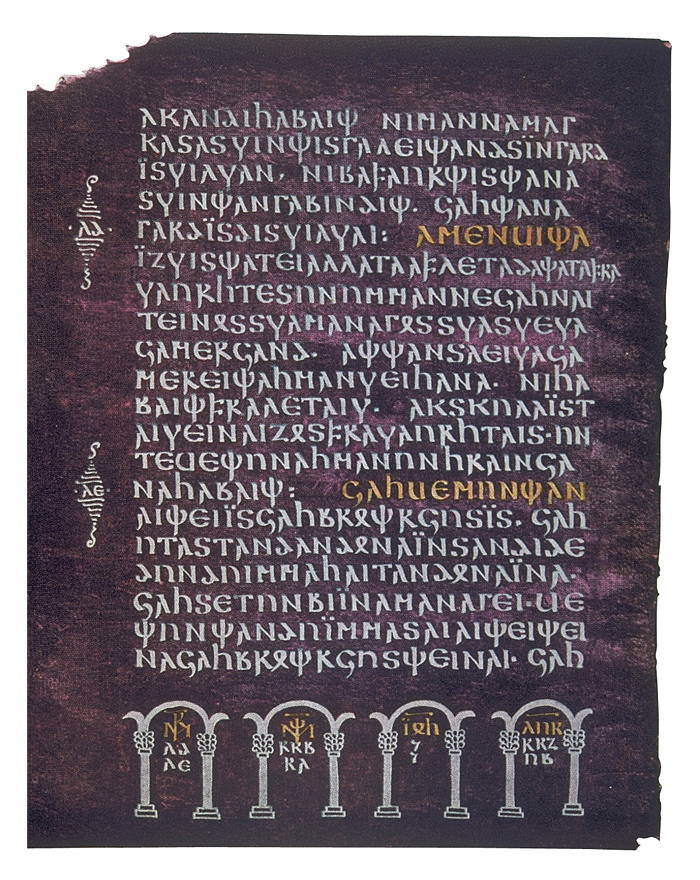
Strona kodeksu z tekstem Mk 3,27-32

### Znane dzieje kodeksu
Srebrna Biblia nie jest wspominana w żadnych katalogach ani listach ksiąg przez ponad tysiąc lat swej historii. Udokumentowana historia kodeksu zaczyna się w XVI wieku.
Kodeks został odkryty w połowie XVI wieku w benedyktyńskim klasztorze w Werden (dzisiaj płd. dzielnica Essen), odkryto wtedy 187 kart. Widzieli go wówczas Antonius Morillon oraz sekretarz kardynała Granvellego. Pierwsza opublikowana wzmianka o kodeksie pochodzi z 1569 roku. Johannes Goropius Becanus w swoim dziele Origines Antwerpianae dokonał transkrypcji „Modlitwy Pańskiej” oraz fragmentów Ewangelii Marka. Następna pochodzi z 1597, a jej autorem jest Holender Bonaventura Vulcanius, którego publikacja jako pierwsza stosuje nazwę „Argenteus”. Vulcanius opublikował Ave Maria (Łk 1,28-42), Modlitwę Pańską (Mt 6,9-13), Magnificat (Łk 1,46-55) i Pieśń Symeona (Łk 2,29-32). W 1602 roku holenderski epigrafik Janus Gruter w swoim dziele Inscriptiones antique powołał się na opinię Arnolda Mercatora, że w Werden znajduje się kodeks zawierający tekst czterech Ewangelii napisany złotem i srebrem około 1000 lat wcześniej.

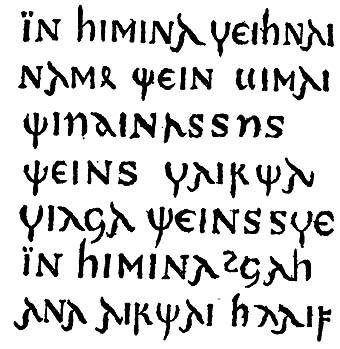
Fragment Modlitwy Pańskiej, wydanie z 1597

Cesarz Rudolf II wszedł w posiadanie rękopisu jeszcze przed ukazaniem się publikacji Grutera i przewiózł go do zamku na Hradczanach. W ostatnim roku wojny trzydziestoletniej Szwedzi zdobyli Hradczany i wiele cennych skarbów, w tym Srebrną Biblię, przewieźli do Sztokholmu jako łup wojenny. Kodeks stał się własnością szwedzkiej królowej Krystyny. Królowa abdykowała w 1654, zabrała swoje ulubione rękopisy i udała się do Włoch. Srebrna Biblia pozostała w Szwecji, ponieważ władczyni nie była zainteresowana językiem gockim i nie doceniała rękopisu. Po wyjeździe królowej stan finansów państwa był bardzo zły. Krystyna zostawiła po sobie wiele długów, które spłacano kosztownościami. Jednym z wierzycieli był holenderski bibliotekarz królowej Isaac Vossius. Zapłacono mu rękopisami, m.in. Srebrną Biblią, którą zabrał do Holandii. Wuj Vossiusa, Franciscus Junius, był filologiem zajmującym się językami starogermańskimi. W 1665 roku opublikował tekst kodeksu.
Jednak Vossius bardziej był zainteresowany greckimi rękopisami niż „barbarzyńskimi” i postanowił go odsprzedać. W 1662 roku szwedzki arystokrata Magnus Gabriel De la Gardie nabył kodeks od Vossiusa za 500 riksdalerów. Podczas transakcji konkurentką była królowa Krystyna, która przez pośrednika próbowała nabyć kodeks, chcąc wywieźć go do Rzymu. Podczas drogi powrotnej do Szwecji okręt przewożący kodeks osiadł na mieliźnie przy jednej z wysp w Zatoce Zuiderzee i niewiele brakowało, by Srebrna Biblia została utracona na zawsze, gdyby nie fakt, że wcześniej została umieszczona w szczelnej dębowej skrzyni. We wrześniu 1662 roku kodeks dotarł do Göteborga na innym statku. De la Gardie oprawił go w srebrne okładki. W 1669 roku przekazał go bibliotece uniwersytetu w Uppsali, gdzie jest odtąd przechowywany.
Po roku 1670 nieznany fałszerz zdrapał niektóre litery w tekście i nadpisał nowe (srebrem), czyniąc w ten sposób poprawki w kodeksie. Poprawki miały na celu poparcie teorii profesora Olofa Rudbecka głoszącego, że Szwecja jest kolebką cywilizacji europejskiej. Nie wiadomo, kto dokonał fałszerstwa.
Pomiędzy rokiem 1821 a 1834 dziesięć kart z tekstem Ewangelii Marka zostało wykradzionych. Brak został odkryty w 1834 przez niemieckiego uczonego Augusta Juliusa Löbego, który kolacjonował tekst rękopisu na potrzeby przygotowywanego przez siebie wydania gockiej Biblii. Przez kilka następnych lat biblioteka trzymała ten fakt w tajemnicy. Gdy Anders Uppström, szwedzki filolog, przystąpił do przygotowania własnego wydania kodeksu, brak owych kart szczególnie go irytował. Fakt ten stał się w Szwecji znany, podejrzewano, że kradzieży dopuścił się któryś z brytyjskich uczonych. Wpłynęło to na niechęć wobec wszystkich brytyjskich uczonych przybywających do Szwecji. W 1857 Uppström ogłosił, że utracone karty się odnalazły, na miesiąc przed śmiercią złodzieja. Samuel Prideaux Tregelles, brytyjski biblista i krytyk tekstu, uznał, że cała ta historia została zmyślona przez Uppströma.
5 kwietnia 1995, podczas ekspozycji kodeksu w Carolina Rediviva, skradziona została jedna jego karta. Po miesiącu złodzieje sami podrzucili łup do skrytki bagażowej na dworcu Centralnym w Sztokholmie i powiadomili o tym policję. Karta została odzyskana 5 maja 1995. Po tym wydarzeniu sala, w której jest ekspozycja kodeksu, została przebudowana pod kątem ewentualnego następnego ataku ze strony przestępców.
Wiosną 1998 kodeks został poddany analizie radiowęglowej, która potwierdziła, że powstał w VI wieku, przy czym najpóźniejszą możliwą datą jest połowa VI wieku.
W 2010 kodeks został w całości zdigitalizowany. W tym samym roku został nominowany do Pamięci Świata UNESCO. W uzasadnieniu napisano, że rękopis jest nie tylko najważniejszym świadkiem przekładu Wulfili, ale także zawiera najdłuższy zachowany tekst w języku gockim i poza obiektami architektonicznymi w północnych Włoszech jest najbardziej znanym materialnym zabytkiem gockiej kultury. W 2011 kodeks został wpisany przez UNESCO na listę obiektów dziedzictwa dokumentacyjnego Pamięć Świata. Każdego roku ekspozycje kodeksu ogląda ponad sto tysięcy osób.

### Karta ze Spiry

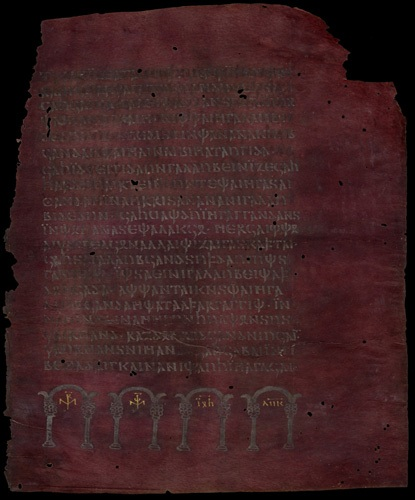
Fragment Speyer

Ostatnia karta kodeksu, o numerze 336, została odkryta w październiku 1970 w Spirze. Nazwano ją „Fragment Speyer” lub „Kartą Haffnera”, zawiera tekst Mk 16,12-20. Odkrycia dokonał Franz Haffner w zapomnianej skrytce na relikwie w katedrze w Spirze. Od tej chwili kodeks liczy 188 kart, w dalszym ciągu brakuje 148 kart. Nie wiadomo, gdzie zapodziała się pozostała część kart kodeksu. Mogły zostać odłączone od kodeksu jeszcze we Włoszech i wykorzystane dla innych celów (tak, jak inne gockie rękopisy). Część kart mogła ulec zniszczeniu w Werden. Klasztor w Werden był dwukrotnie niszczony przez pożar w XII i XIII wieku.
Pergamin był owinięty na kawałku drewna długości 23,1 cm i zapakowany w pergaminowe okrycie z dwoma napisami: philipp melanchthon oraz: rotula grecis literis exarata. Napis sugeruje, że karta była znana Filipowi Melanchtonowi. Znaleziona karta jest pomocna dla odtworzenia historii całego rękopisu. Po jej odkryciu powstały nowe rekonstrukcje wczesnej historii rękopisu.

### Rekonstrukcja wczesnej historii kodeksu

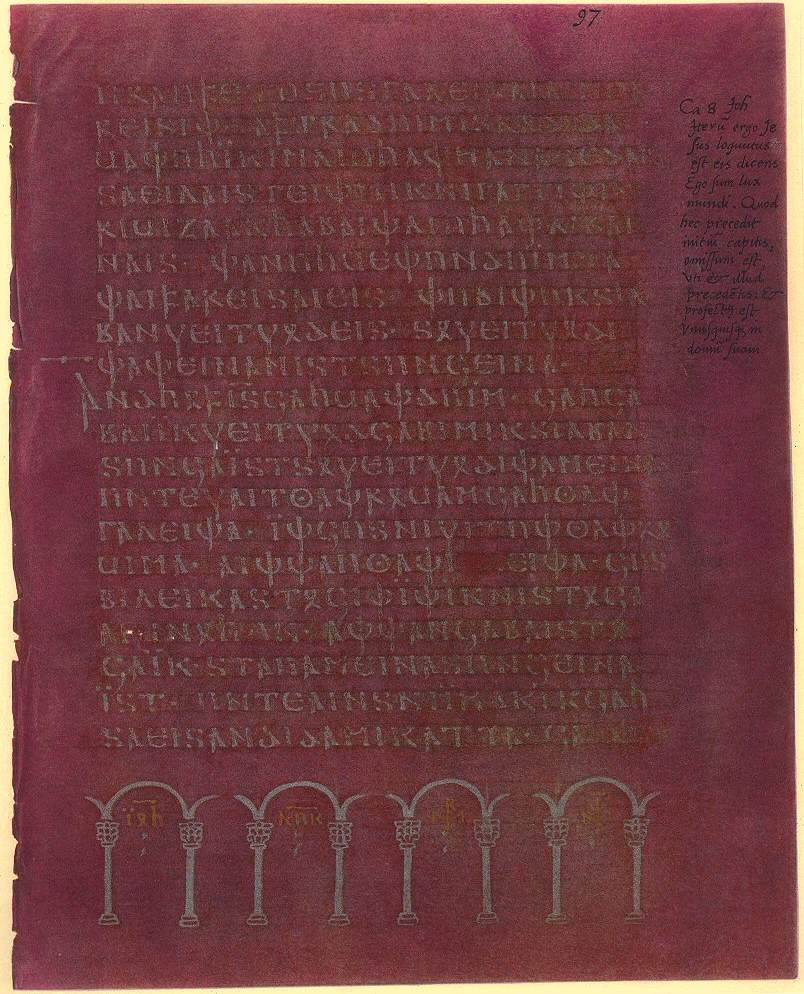
Jan 8, brak Pericope adulterae

W XIX wieku rozpowszechniony był pogląd, że kodeks powstał w północnych Włoszech, w czasach, gdy tym regionem władali Ostrogoci. Zauważono też, że Kanony Euzebiusza mają podobne zdobienia jak w łacińskim kodeksie Brixianus, a łuki i kolumny są w stylu przedromańskiej architektury.
John Wordsworth oraz Henry Julian White, pracując nad przygotowaniem tekstu Wulgaty, doszli do wniosku, że kodeks Brixianus przekazuje tekst bliski dla tego, którym posłużył się Hieronim podczas pracy nad Wulgatą. Z tego powodu w swoim wydaniu tekstu Wulgaty umieścili na dole tekst Brixianus. Zaowocowało to zainteresowaniem ze strony krytyków tekstu nad kodeksem Brixianus. Francis Crawford Burkitt zauważył tekstualne podobieństwa łacińskiego kodeksu Brixianus do Argenteus. Tłumaczył to tym, że jest to rezultat niezależnej rewizji starołacińskiego tekstu dokonanej na podstawie tekstu greckiego, natomiast tekst gocki był rewidowany lub interpolowany przez tekst łaciński. Ponadto wstęp kodeksu Brixianus wzmiankuje o notach marginalnych, których brak w Brixianus, są natomiast obecne w Argenteus. Oznacza to, że oba kodeksy zostały przepisane z tego samego bilingwicznego rękopisu gocko-łacińskiego. W Brixianus skopiowany został tekst łaciński, natomiast w Argenteus – tekst gocki. Burkitt nie widział potrzeby, by doszukiwać się bardziej ścisłych związków pomiędzy kodeksami Brixianus a Argenteus. Jednak następni badacze zauważyli dalsze związki. Oba są rezultatem tej samej szkoły kaligrafii.
Otto von Friesen w 1927 przedstawił argument, że kodeks mógł powstać w Rawennie, w tym samym skryptorium. Do wniosku takiego doszedł w wyniku porównania z dwoma łacińskimi rękopisami, które prawdopodobnie powstały w Rawennie. Jednym z nich jest przechowywany we Florencji tzw. Rękopis Orozjusza, zawierający dzieło Pawła Orozjusza Adversus paganos (CLA III, 298). Nota na folio 144 verso informuje, że rękopis został sporządzony przez skrybę o imieniu Viliaric (confectus codex in statione magistri Viliaric antiquari). Friesen znalazł ponadto kartkę papirusu przechowywaną w Neapolu z 551 roku, na której podpisał się Wiljarith bokareis. Viliaric to prawdopodobnie łacińska wersja gockiego imienia Wiljarith, a łacińskie antiquarius jest odpowiednikiem gockiego bokareis i może oznaczać skrybę.
Porównując z łacińskim kodeksem Vindobonensis 847, Friesen zauważył ten sam system spacji, punktacji i podobną ornamentacj. Wskazał na dalsze związki pomiędzy łacińskim kodeksem Brixianus a Argenteus. Spacje zostały oznakowane punktami w tych samych miejscach, co wskazuje, że zostały skopiowane z rękopisów pisanych kolometrycznie, o takim samym podziale linijek tekstu. Tym samym prawdopodobieństwo, że kodeksy Brixianus i Argenteus są kopiami bilingwicznego gocko-łacińskiego rękopisu, wzrosło. Rękopis ów winien stosować kolometryczny podział tekstu. Niemniej nadal dominowało przekonanie, że kodeks powstał w Brescii.
Jan-Olof Tjäder, profesor paleografii łacińskiej, wzmocnił hipotezę Friesena dodatkowymi argumentami. Wskazał na podobieństwa do innych rękopisów, które powstały w tym czasie w Rawennie. Koszta wykonania kodeksu oraz wysoki poziom artystycznych zdobień wskazują, że został przygotowany dla króla Ostrogotów Teodoryka Wielkiego (455-526) po jego koronacji. Winien być datowany na około rok 520. Rok 526 traktowany jest jako terminus ante quem. Tjäder twierdzi, że karta ze Spiry została odłączona od kodeksu już w VII lub VIII wieku. Kodeks przywiózł do Werden Ludger, który założył tam klasztor w 799 roku. Po publikacji Tjädera dominować zaczął pogląd, że kodeks powstał w Rawennie. Również powiązanie z Teodorykiem Wielkim traktowane jest jako najbardziej prawdopodobne, ponieważ kodeks przygotowany został w taki sposób, by świadczyć o potędze, bogactwie i znaczeniu władcy. Kodeks jest też dowodem imperatorskich aspiracji władcy (jak również obiekty architektoniczne wznoszone przez Teodoryka). Natomiast w jaki sposób kodeks trafił z Rawenny do Werden, wciąż jest przedmiotem hipotez i spekulacji.
Margarete Andersson-Schmitt opowiadała się za późną separacją kodeksu. W jej opinii ostatnia karta została przesłana do Moguncji dopiero na początku XVI wieku. Analizy radiowęglowe nie potwierdziły hipotezy Andersson-Schmitt, natomiast nie obaliły hipotezy Tjädera.
Lars Hermodsson zaproponował rozwiązanie nieprzywiązujące wagi do separacji kodeksu. Jego zdaniem kodeks pozostawał w Rawennie w chwili, gdy przybył do niej Karol Wielki. Władca zabrał go wraz z innymi rękopisami do Akwizgranu, skąd jest blisko do Werden.
Według Larsa Munkhammara, bibliotekarza z Uppsali, kodeks najpierw został sprowadzony do Vivarium w południowych Włoszech. Biblioteka z Vivarium została później przewieziona do biblioteki laterańskiej w Rzymie, skąd część rękopisów została przesłana do Kolonii na początku IX wieku. Według Munkhammara w liczbie owych rękopisów znajdował się Argenteus. Z Kolonii kodeks trafił później do Werden.
Inne rozwiązanie zaproponował Reinhart Staats w 2011. Jego zdaniem kodeks przebywał w klasztorze Werden tylko przez krótki czas. Wcześniej, przez około 750 lat znajdował się w klasztorze w Helmstedt, przywieziony przez Ludgera. W 1547 roku został przewieziony do Werden. Oba te klasztory zostały założone przez Ludgera i były klasztorami siostrzanymi. Koronnym dowodem w argumentacji Staatsa jest fakt przewiezienia w 1547 roku, tj. podczas I wojny szmalkaldzkiej, z Helmstedt do Werden wielu dzieł sztuki, rękopisów i kosztowności w obawie przed postępującą reformacją. Ponadto w 1547 roku Melanchton odwiedził Helmstedt.

### Wydania tekstu

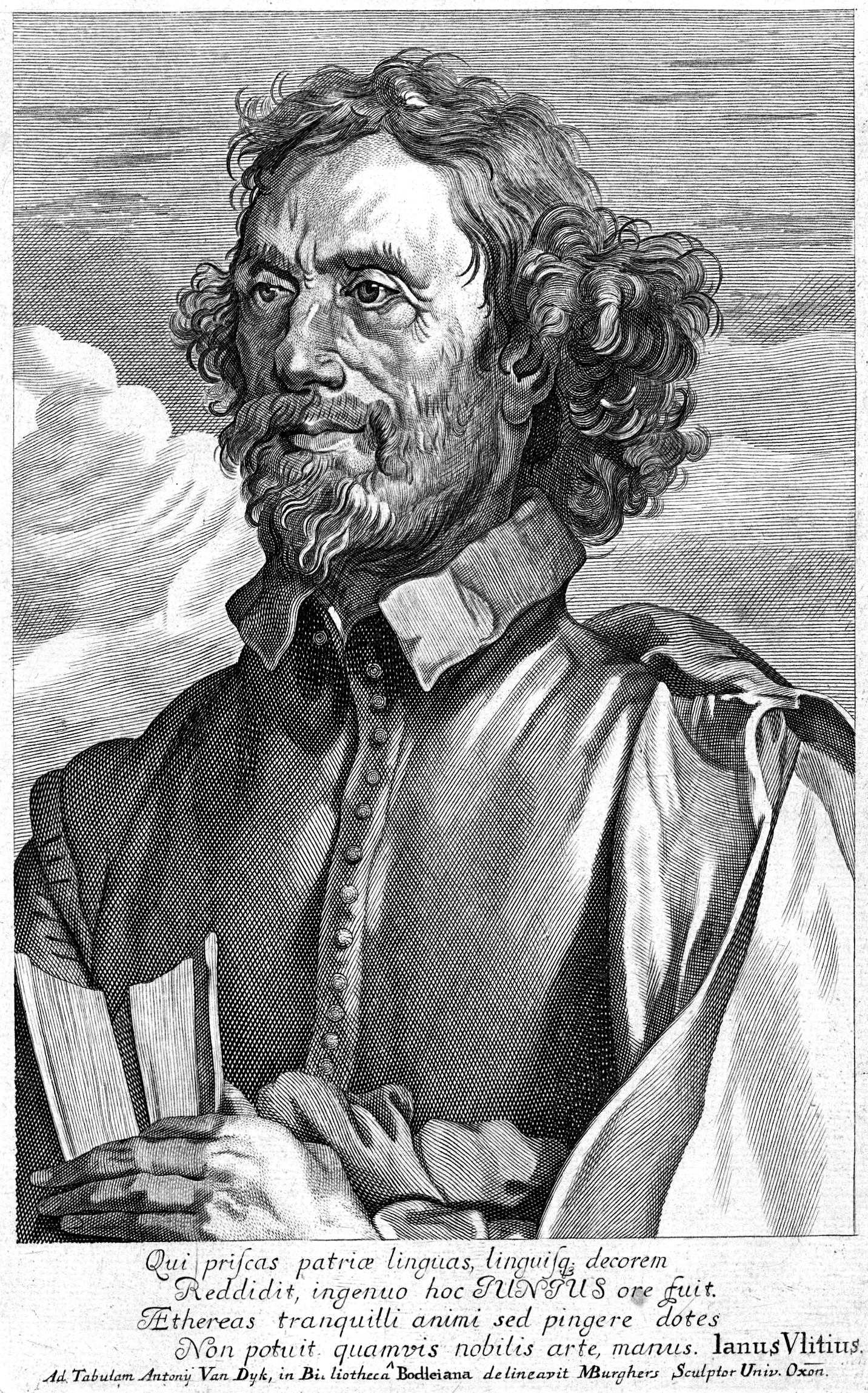
François Junius, wydawca editio princeps kodeksu

Franciscus Junius jako pierwszy wydał transkrypcję tekstu rękopisu w 1665 roku. Junius wykorzystał kopię sporządzoną przez bliżej nieznanego Derrera. W tym wydaniu strony oraz litery odpowiadają oryginałowi. W 1684 roku ukazał się przedruk. Junius miał problem ze znalezieniem właściwej kolejności Ewangelii kodeksu, tekst jest dzielony według nowożytnego podziału na rozdziały i wiersze, nie ma oryginalnego podziału według Sekcji Ammoniusza i Kanonów Euzebiusza. Nie stosuje żadnych skrótów, nomina sacra oraz ligatury pisane są w pełnych, rozwiniętych formach. W 1671 ukazało się drugie wydanie tekstu rękopisu, na podstawie odczytu Derrera. Wydawcą był Georg Stiernhielm. Tekst gocki jest dokładnie ten sam, co w wydaniu Juniusa, tyle że w łacińskiej transkrypcji.

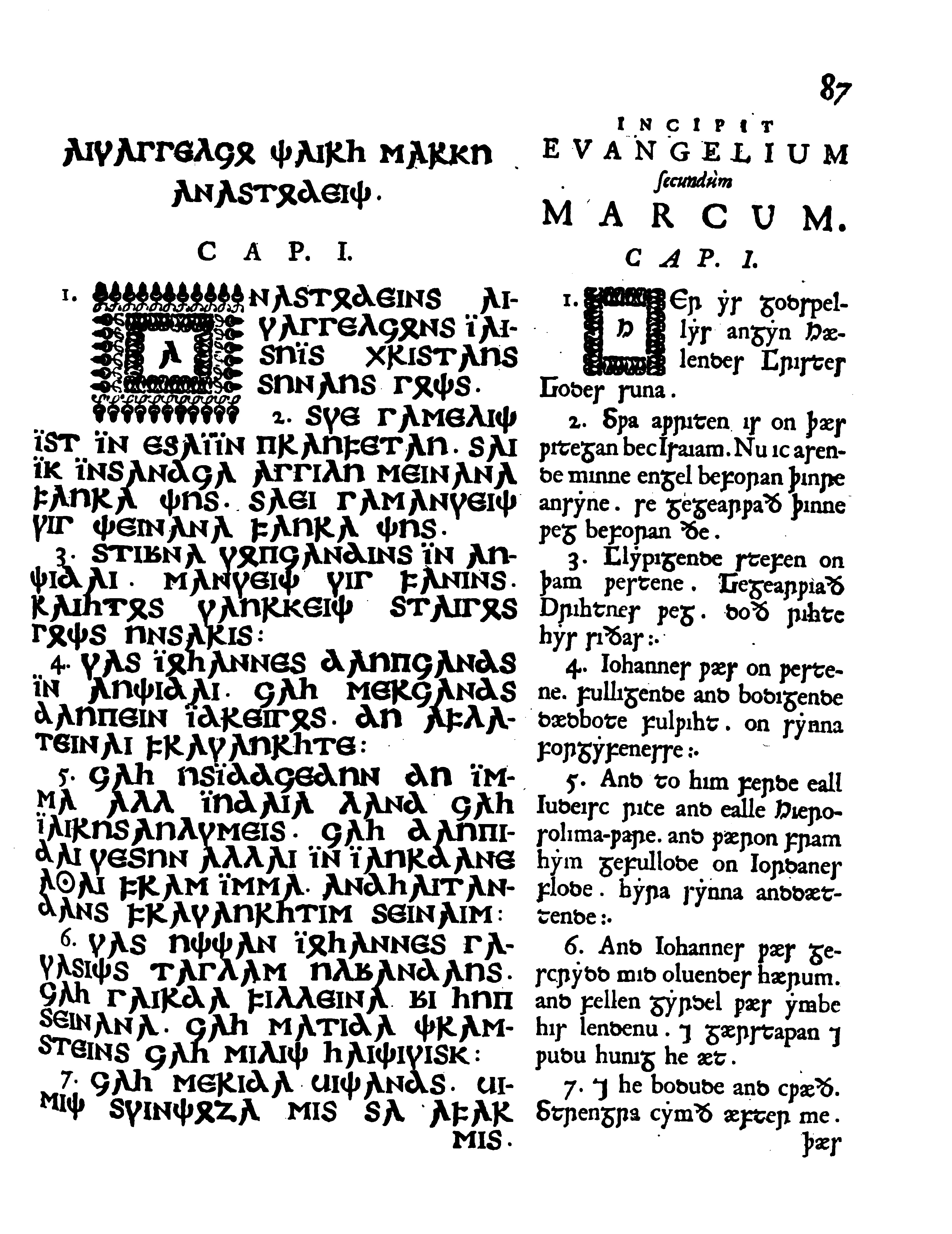
Faksymile Juniusa, tekst gocki oraz anglo-saksoński (Mk 1,1-7)

Wydania Juniusa oraz Stiernhielma otworzyły możliwości powstania nowej dyscypliny naukowej – filologii gockiej. Obaj wydawcy nie znali gramatyki gockiej. Wśród uczonych korzystających z tych wydań pojawiły się podejrzenia, że wydania zawierają błędy oraz luki. Oba wydania, oparte na odczycie Derrera, zawierały dokładnie te same błędy. Mając na względzie te zastrzeżenia, abp Erik Benzelius (1675-1743) przygotował nowe wydanie. W przeciwieństwie do swoich poprzedników posiadał filologiczne przygotowanie, co umożliwiło wypełnienie luk w rękopisie. Wydanie Benzeliusa ukazało się po jego śmierci.
Ponieważ dotychczasowe wydania nie zawsze były łatwe w wykorzystaniu dla filologów, Anders Uppström postanowił przygotować kolejne wydanie, którego celem było zaspokojenie ich potrzeb. Ukazało się w 1854, a uzupełniono je w 1857 o dziesięć wykradzionych kart.
W 1908 roku ukazało się wydanie Biblii gockiej Streitberga (Die Gotische Bibel), z tekstem greckim po lewej stronie, przeznaczone dla krytyków tekstu Nowego Testamentu. Tekst grecki został wzięty z wydania Hermanna von Sodena i uzgodniony z tekstem gockim. Streitberg rekonstruował tekst grecki na podstawie kodeksów 07, 09, 011, 013, 028 i 031 dla Ewangelii. Korzystał też z cytatów Jana Chryzostoma. Kurt Aland zarzucił, że tekst grecki różni się od gockiego w około stu miejscach i jest to jeden z powodów tego, że przekład gocki jest rzadko wykorzystywany w krytycznych wydaniach Nowego Testamentu. W 1919 roku ukazało się drugie poprawione wydanie Streitberga. W 2000 roku ukazało się siódme wydanie. Jest ono wykorzystywane w krytycznych wydaniach greckiego NT.
W 1927 roku, z okazji 450-lecia Uniwersytetu w Uppsali, ukazało się fotograficzne faksymile. Jest to ostatnie i najważniejsze wydanie faksymile kodeksu. Wykorzystano w nim promienie UV oraz X, zastosowano filtry i ukośne naświetlenie. Wydanie przeznaczone jest dla paleografów. W 2010 z okazji nominacji kodeksu do Pamięci Świata oceniono, że wydanie z 1927 roku jest w dalszym ciągu satysfakcjonujące.